# Capua
Capua ist eine süditalienische Stadt mit 17.773 Einwohnern (Stand 31. Dezember 2023) in der Provinz Caserta in der Region Kampanien am Fluss Volturno.

## Geschichte

### Antike
Für die Geschichte des antiken Capua siehe Santa Maria Capua Vetere.

### Mittelalter
Nach der Zerstörung des beim heutigen Santa Maria Capua Vetere gelegenen antiken und frühmittelalterlichen Capua durch die Sarazenen (840) gründeten 856 die Langobarden die Stadt als Capua nova („Neu-Capua“) erneut, etwas entfernt von der früheren Stelle, in der Nähe des antiken Casilinum. Im 11. Jahrhundert, im Zuge der  normannischen Eroberung Süditaliens, kam Capua in normannischen Besitz und wurde im 12. Jahrhundert Teil des Königreichs Sizilien. Die Assisen von Capua wurden durch den Stauferkaiser Friedrich II. erlassen und sind ein frühes Beispiel für Erlasse zur Erschaffung eines Beamtenstaates.
Nach der Ermordung seines Bruders Andreas von Ungarn im Herbst 1345 führte der aus dem Haus Anjou stammende ungarische König Ludwig I. 1347 einen Rachefeldzug durch Süditalien. Nach der Belagerung und Einnahme von Neapel ergab sich der Anführer des Mordkomplotts, Karl von Durazzo, den Ungarn und wurde in Neapel hingerichtet.

### Neuzeit

Karte von Capua (um 1760)

1860 war Capua Mittelpunkt des vergeblichen Widerstands der neapolitanischen Armee gegen Giuseppe Garibaldi. Im Zweiten Weltkrieg wurde Capua durch Luftangriffe stark zerstört.

## Sehenswürdigkeiten

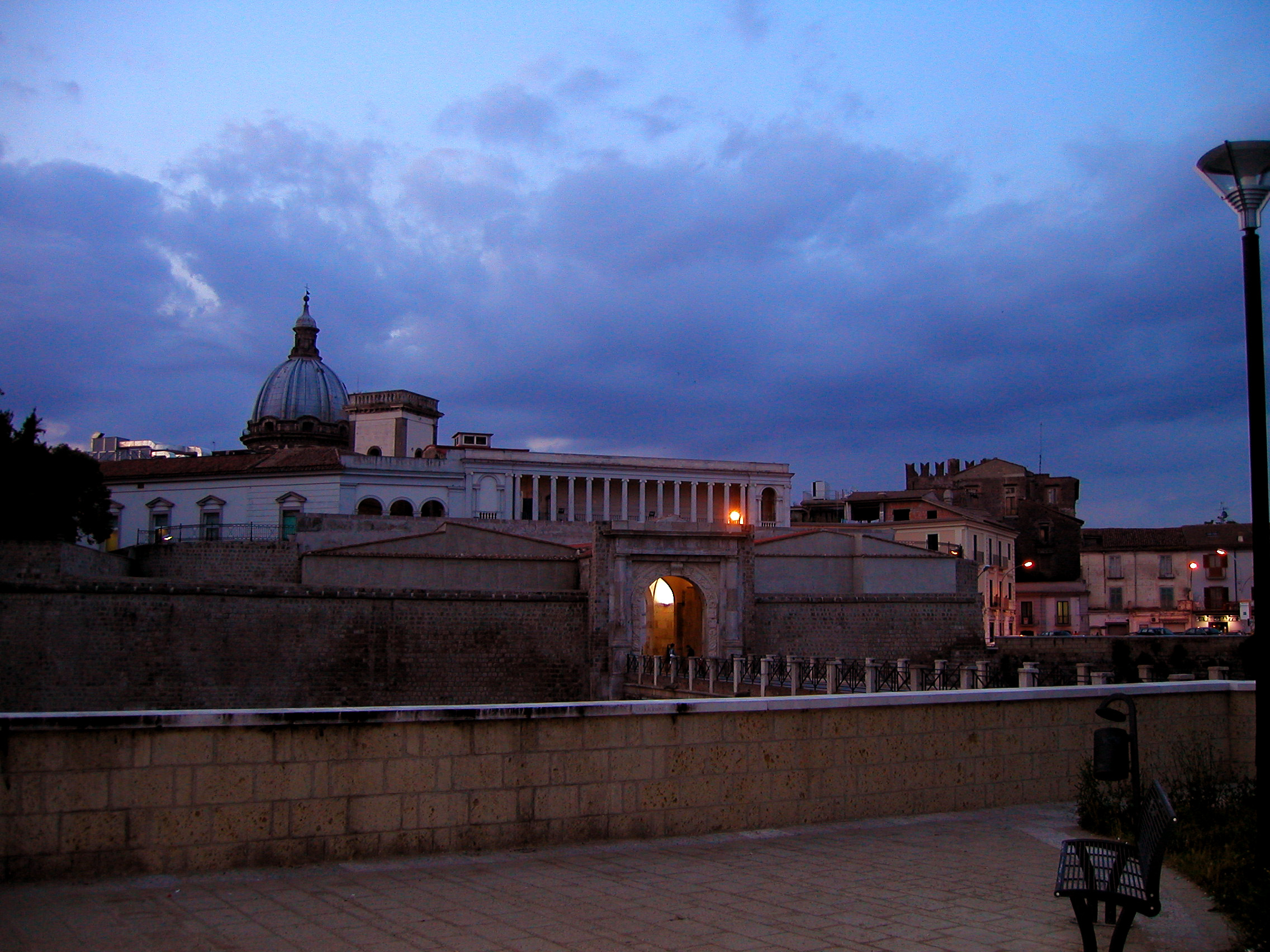
Porta Napoli, Capua

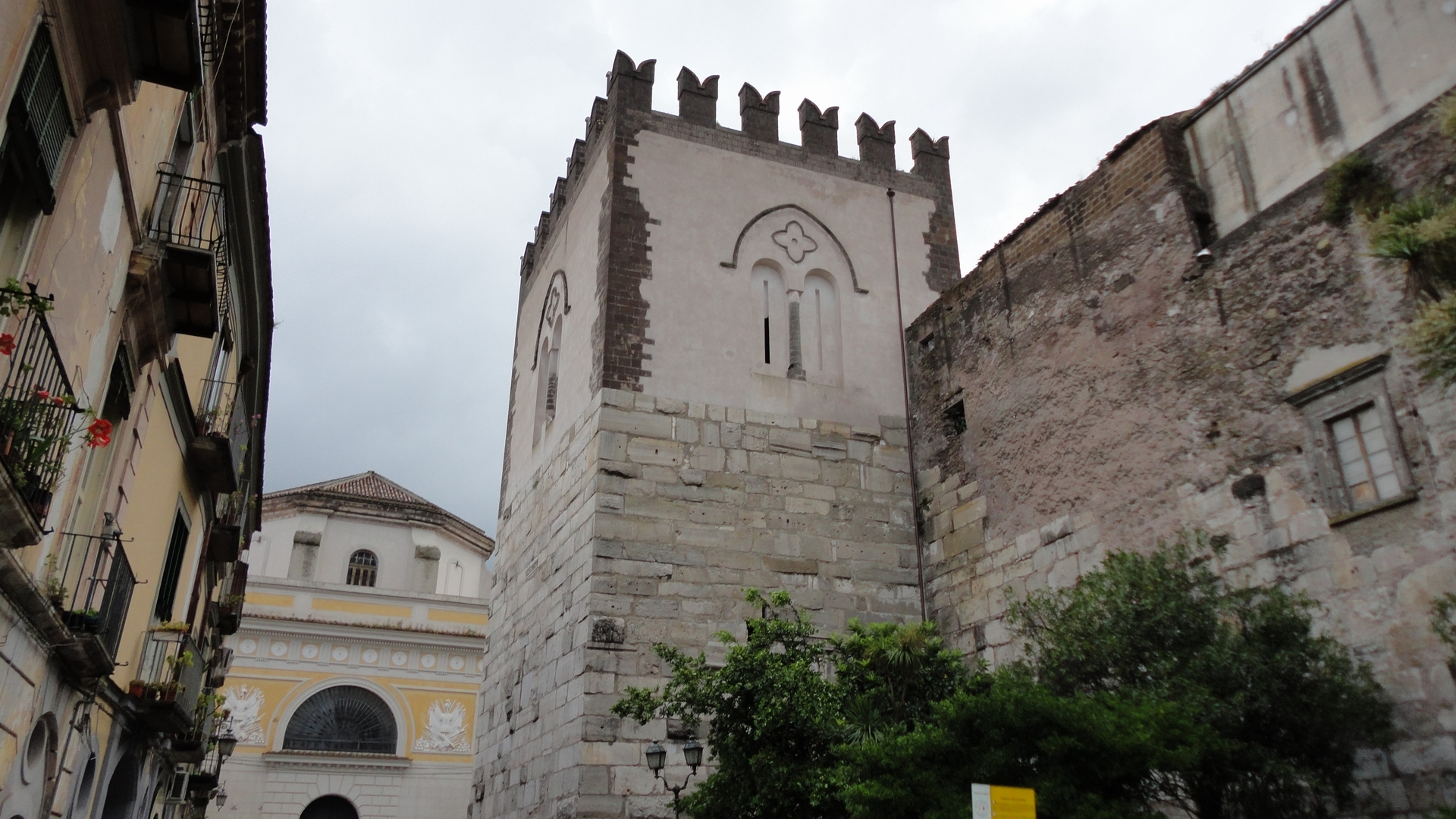
Das 1062 errichtete Normannenkastell, ursprünglich außerhalb der Stadtmauern, später in die Befestigungen einbezogen

Sehenswert ist u. a. der Dom von Capua (erbaut 856). In der Stadt gibt es des Weiteren eine römische Brücke, eine mittelalterliche Burg und ein Archäologisches Museum. Im Museum findet man eine einmalige Sammlung sog. Matres-Matutae-Statuen, Kultbilder eines regionalen Kultes der vorrömischen Zeit.
Direkt an der römischen Brücke, dem Übergang der Via Appia über den Volturno, sind auch die eindrucksvollen Reste eines der berühmtesten Bauwerke zu finden, das während der Herrschaftszeit Friedrichs II. entstand: das Brückentor von Capua. Seit 1234 war vor der Stadt ein stark befestigter Brückenkopf angelegt worden, der im Rohbau um 1239 fertig war; um diese Zeit beschloss der – im Kampf mit dem Papst und lombardischen Städten unter der Führung Mailands liegende – Kaiser, das Zugangstor als marmornes Triumphtor ausschmücken zu lassen, dessen Skulpturenschmuck, teils antik, teils neu gefertigt, erstmals seit der Römerzeit weltliche Großplastik aufführte. Das Steinmaterial für diese einst außergewöhnlich eindrucksvolle, 1247 vollendete Toranlage war zum großen Teil dem gigantischen römischen Amphitheater im nahegelegenen Santa Maria Capua Vetere (wo einst das antike Capua lag) entnommen worden. Reliefs schilderten die Siege und Triumphe des Kaisers, auf der Stadtseite befand sich eine große Anzahl von Hermen sowie als Gewölbeabschluss ein antikes, lorbeerbekränztes Jupiterhaupt, auf der Außenseite in Nischen Statuen der kaiserlichen Bildhauerschule, darunter ein wohl portraitähnliches des Kaisers, dessen Rumpf erhalten ist, während der Kopf von französischen Revolutionstruppen zertrümmert wurde. In den Resten des Brückentors soll in naher Zukunft ein Museum zur Geschichte des Brückentors und der Architektur während der Herrschaftszeit Friedrichs II. von Hohenstaufen eingerichtet werden.
Nahe bei Capua befindet sich zudem eine mittelalterliche Benediktinerabtei, Sant’Angelo in Formis, mit einem der am besten erhaltenen romanischen Freskenzyklen.

## Verkehr
Capua liegt an der Staatsstraße 7, an der Autobahn A1 und an der Bahnstrecke Roma–Cassino–Napoli, die es mit Neapel und Rom verbinden. Rund drei Kilometer nordwestlich der Stadtmitte befindet sich der Flugplatz Capua.

## Söhne und Töchter der Stadt
- Rufus von Capua, Heiliger und Märtyrer
- Petrus de Vinea (vor 1200–1249), Kanzler Friedrichs II.
- Raimund von Capua (um 1330–1399), Ordensmeister der Dominikaner, Seliger
- Ettore Fieramosca (1476–1515), Condottiere
- Giovanni Furno (1748–1837), Komponist
- Errico Malatesta (1853–1932), Anarchist
- Giuseppe Martucci (1856–1909), Komponist
- Fabio Bencivenga (* 1976), Wasserballspieler